# Andrena notophila
Andrena notophila is een vliesvleugelig insect uit de familie Andrenidae. De wetenschappelijke naam van de soort is voor het eerst geldig gepubliceerd in 1933 door Cockerell.